# Принцеса Новий Місяць
«Принцеса Новий Місяць» (кит. трад. 新月格格, піньїнь: Xīn-yuè gē-gē) — костюмована драма, телесеріали Тайваню, створені новелістом письменником Чіонг Яо (кит: 瓊瑤 qióng-yáo), в головних ролях Юе Лінг і Ліу Де Ци.
Серіал містить 26 епізодів. Прем'єра серіалу відбулася 17 жовтня 1994 року. Остання серія вийшла на екрани 21 листопада 1994 року.

## В ролях
- Юе Лінг — Принцеса Новий Місяць (кит: 新月格格 xīn-yuè gē-gē)
- Ліу Де Ци — Ну Да Хай (кит: 努達海 Nǔ Dá-hǎi)
- Ванг Жи Ся — Єн Тьі (кит: 雁姬 Yàn Jī)
- Лін Шуї Лінг — Юн Ва (кит: 雲娃 Yún Wá)
- Жанг Джі Сун — Манг Гу-Тай (кит: 莽古泰 Mǎng Gǔ-tài)
- Жу Шао Пен — Ке Шан (кит: 克善 ◎Kè Shàn)
- Ліу Жі Вей — Тьі Юен (кит: 驥遠 Jì Yuǎn)
- Лу Вен — Ло Лін (кит: 珞琳 Luò Lín)
- Ліу Сіу Вен — Стара (кит: 老夫人 Lǎo Fū-rén)
- Ци Ян — Принцеса Саі-я (кит: 賽雅格格 Sài yǎ gē-gē)
- Ліу Сюе Хуа — Імператриця (кит: 太后 Tài-hòu)
- Лін Лі Ян — Імператор (кит: 皇上 Huáng-shang)